# Luciano del Castillo
Luciano del Castillo (Palermo, 23 giugno 1960) è un fotografo e giornalista italiano.

## Biografia
Inizia nel 1980 come fotoreporter a Palermo, presso il quotidiano l'Ora e l'agenzia Informazione Fotografica di Letizia Battaglia e Franco Zecchin.
Nel 1987, collabora per Action Press di Amburgo sugli avvenimenti dell'Est europeo: Romania, Polonia, Ungheria, Iugoslavia.
Nel 1986 e dal 1994 al 1996 cura dossier monografici d'attualità per la televisione catalana "Tv3".
A Roma dal 1994, realizza reportage per il Corriere della Sera, la Repubblica, Il Messaggero, La Stampa, L'Unità, Avvenire, Panorama, L'Espresso (dove nel 2005 pubblica il reportage da Nāṣiriya "Brigata Combat Camera"), Famiglia Cristiana, Diario (dove nel 2002 pubblica un dossier sui rischi dei reporter di guerra), Avvenimenti; e per ANSA, The Associated Press, The Boston Globe, The Guardian, The Washington Post, International Herald Tribune, El País, La Vanguardia, El Tiempo, El Mundo, The Australian, Der Spiegel. 
Ad aprile 2002 è relatore al convegno sul “Ruolo dell'informazione fotografica nelle zone di guerra”, organizzato a Torino dalla "Fondazione Italiana della Fotografia".
Dal 2002 alla fine del 2005 lavora principalmente all'estero, nelle zone di conflitto e di crisi, anche al seguito del Dipartimento della Protezione Civile italiana per le esercitazioni e per le missioni d'emergenza effettuate in paesi colpiti da disastri naturali e del Ministero della Difesa.
Collabora con Università degli Studi Roma Tre, e i corsi informativi del Ministero della Difesa in collaborazione con la Federazione Nazionale Stampa Italiana.
Nel 2008 ha contribuito alla realizzazione della prima rivista palestinese di fotografia "Wameed".
Lavora per l'Agenzia Nazionale di Stampa Associata ANSA.

## Mostre fotografiche
- Dalla luna al vento (vd. lagazzettanizzena.it),  Biblioteca scolastica Istituto ITCG Mario Rapisardi, febbraio 2015, Caltanissetta
- Ventanas  (vd. fototecadecuba.com) Noviembre Fotográfico, Casa del Alba Cultural, novembre 2013, L'Avana, Cuba,
- Microcosmos XV settimana della Cultura Italiana a Cuba (vd. ansa.it), (vd. amblavana.esteri.it) Archiviato il 9 marzo 2013 in Internet Archive. , Archiviato il 2 aprile 2015 in Internet Archive.,  Archiviato il 2 aprile 2015 in Internet Archive. 26 novembre-2 dicembre 2012, L'Avana, Cuba
- Se la guerra è civile (vd. repubblica.it, vd. anche ecodisicilia.com), febbraio 2010, Palermo
- I volti della crisi (vd. regione.toscana.it)[collegamento interrotto] agosto 2009, Marciana Marina, Isola d'Elba
- Con il cuore negli occhi (Reggio Photo Fest, 2008;[collegamento interrotto], vd. anche repubblica.it)
- Suggestioni vd. anche edizioni.fotografiafestival.it), maggio - giugno 2007, Roma
- Danni collaterali (vd. corriere.it) marzo 2007, Roma
- A proposito di Est (Fotografia Festival di Roma vd. anche edizioni.fotografiafestival.it), aprile 2005, Roma.
- Grida Silenziose sulla tragedia dello Tsunami in Sri Lanka, Provincia di Roma, gennaio - febbraio 2005, Roma.

## Pubblicazioni
- Dalla luna al vento, donne nelle fotografie di Luciano del Castillo, Luciano del Castillo (vd. Tempesta editore), (vd Ansa.it), (vd. repubblica.it), 2014;
- Nord Meridiano, Francesco De Filippo, Maria Frega (vd. Editori Internazionali Riuniti), 2014;
- Poesía escondida - La Habana - Cuba, Luciano del Castillo http://www.tempestaeditore.it/index.php?page=shop.product_details&flypage=flypage.tpl&product_id=66&category_id=7&option=com_virtuemart&Itemid=1[collegamento interrotto] ( vd. Ansa.it, su ansa.it. URL consultato il 21 luglio 2021 (archiviato dall'url originale l'8 gennaio 2013).), (vd. fotoup.net), (vd. amblavana.esteri.it) Archiviato il 9 marzo 2013 in Internet Archive., 2012;
- Eccellenza italiana, Cristina Palumbo Crocco (vd. rubbettinoeditore.it) Archiviato il 20 aprile 2016 in Internet Archive., 2012;
- La città cosmopolita. 1 Geografie dell'ascolto, Vincenzo Guarrasi (vd. palumboeditore.it), 2012;
- Don Vito. Le relazioni segrete tra Stato e mafia nel racconto di un testimone d'eccezione, Massimo Ciancimino e Francesco la Licata, (vd. lafeltrinelli.it), 2010;
- Foto di copertina: Еще один круг на карусели Un altro giro di giostra (vd. slovo-online.ru), Tiziano Terzani, edizione in lingua russa, Slovo Publisher, Mosca, 2009;
- Sri Lanka, il rendiconto (vd. protezionecivile.it), edito dal Dipartimento della Protezione Civile Italiana, 2008;
- Il cinema e il caso Moro, Francesco Ventura Ed. Le Mani-Microart'S, 2008;
- Rapporto sulle attività internazionali 2002-2006 (vd. protezionecivile.it), edito dal Dipartimento della Protezione Civile Italiana, 2006;
- Pope Pius XII and the Holocaust, John Roth, Carol Rittner, Ed. Continuum, 2004;
- Il cammino dei movimenti. Da Seattle a Porto Alegre 2003 ai cento milioni in piazza per la pace (vd. www.intramoenia.it), AA. VV. Ed. Carta Intra Moenia, 2003;
- Genova. Il Libro Bianco, Ed. Genoa Social Forum in collaborazione con "L'Unità", "Liberazione", il manifesto, 2001;
- Foto di copertina: El ultimo nazi (Priebke de la Argentina a Italia juicio a medio siglo de historia) (vd. abebooks.com), Elena Llorente e Martino Rigacci, Editorial Sudamericana, Barcellona, 1998;
- Foto di copertina: Curzi: il mestiere di giornalista, una conversazione (vd. worldcat.org), Pierluigi Diaco e Alessandro Curzi, Transeuropa editrice 1995;
- Foto di copertina: Una vita, una speranza Antonino Caponnetto (vd. bonannoeditore.com), a cura di Pierluigi Diaco e Roberto Pavone, Bonanno editore 1993;
- Foto di copertina: Editoriali (vd. bonannoeditore.com), Pierluigi Diaco e Alessandro Curzi, Bonanno editore 1993;
- Foto di copertina: L'Italia degli anni di fango (vd. ibs.it), Indro Montanelli, Mario Cervi, Rizzoli 1993.